# Catesbaea holacantha
Catesbaea holacantha là một loài thực vật có hoa trong họ Thiến thảo. Loài này được C.Wright ex Griseb. mô tả khoa học đầu tiên năm 1866.